# 瓦德市镇
瓦德市鎮（丹麥語：Varde Kommune）是丹麥的一個市鎮，位於日德蘭半島西部，西臨北海，屬南丹麥大區。面積1,255.79平方公里，2009年人口50,475人。行政中心为瓦德。
2007年1月1日由原瓦德和另外三個市鎮的全部以及海勒市鎮（Helle Kommune）的大部合併而成。